# الحزب الوطني الدستوري (الأردن)
الحزب الوطني الدستوري الأردني حزب سياسي أردني[ ؟ ] أنشأ بتاريخ 7 ماي 1997. من أبرز قياداته الدكتور أحمد الشناق الذي يتولى قيادته منذ عشرون عاماً. وهو يختلف عن الحزب الأردني القديم الذي حمل الاسم ذاته والذي تشكل بالخمسينيات.